# ريو روفينو
ريو روفينو بلدية في ولاية سانتا كاتارينا في المنطقة الجنوبية من البرازيل.